# Поверхность Боя

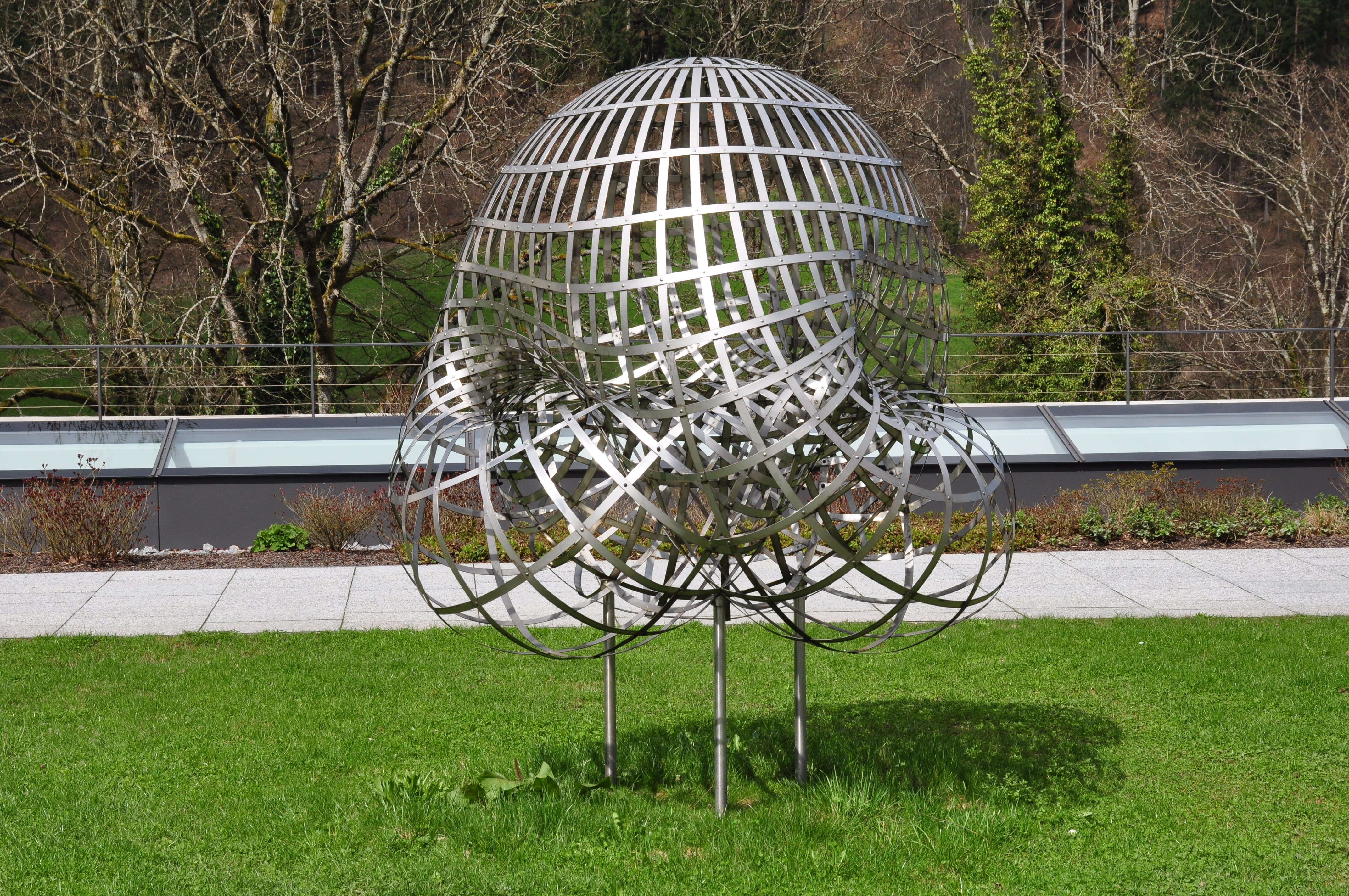
Модель поверхности Боя в Обервольфахе

Поверхность Боя — первый известный пример погружения вещественной проективной плоскости в трёхмерное евклидово пространство.

## История
Поверхность построена  Вернером Боем в 1901 году.
По предложению Давида Гильберта, Бою требовалось доказать, что проективная плоскость не допускает таких погружений.

## Построение
1. Начните со сферического колпака.

2. Разделите его край на шесть равных частей и прикрепите к чётным частям  три полоски.
3. Согните каждую полоску и прикрепите другой конец к противоположному участку края колпака. При проходе через полоску должна обращаться ориентация
4. Склеить оставшиеся края полосок.

## Свойства
- Поверхность Боя имеет трёхкратную осевую симметрию. То есть, существует ось такая, что любой поворот на 120° вокруг этой оси будет переводит поверхность в себя. 
  - В частности, поверхность Боя можно разрезать на три попарно конгруэнтные части.
- Поверхность Боя появляется на полпути в реализации выворачивания сферы.

## Параметризация Брайанта — Кунсера

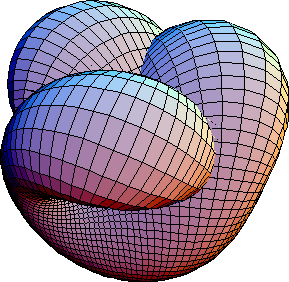

Наиболее естественная параметризация была предложена Робом Кунсером и Робертом Брайантом.
Для комплексного числа {\displaystyle w}, пусть
{\displaystyle {\begin{aligned}g_{1}&=-{3 \over 2}\cdot \mathrm {Im} \left[{w\cdot (1-w^{4}) \over w^{6}+{\sqrt {5}}\cdot w^{3}-1}\right]\\g_{2}&=-{3 \over 2}\cdot \mathrm {Re} \left[{w\cdot (1+w^{4}) \over w^{6}+{\sqrt {5}}\cdot w^{3}-1}\right]\\g_{3}&=\mathrm {Im} \left[{1+w^{6} \over w^{6}+{\sqrt {5}}\cdot w^{3}-1}\right]-{1 \over 2}\\\end{aligned}}}
Поверхность {\displaystyle w\mapsto (g_{1},\;g_{2},\;g_{3})} является минимальной поверхностью с тремя концами.
Её инверсия, то есть поверхность {\displaystyle w\mapsto (x,\;y,\;z)} задаваемая как
{\displaystyle {\begin{pmatrix}x\\y\\z\end{pmatrix}}={\frac {1}{g_{1}^{2}+g_{2}^{2}+g_{3}^{2}}}\cdot {\begin{pmatrix}g_{1}\\g_{2}\\g_{3}\end{pmatrix}}.}
и есть поверхности Боя.

### Замечания
- Поверхность остаётся неизменной при замене {\displaystyle w\mapsto -{\tfrac {1}{\bar {w}}}}, где {\displaystyle w\mapsto {\bar {w}}} — комплексное сопряжение.

## Внешние ссылки
- Страница, посвященная поверхности Боя, содержащие различные визуализации различных уравнений, а также полезные ссылки и ссылки Архивная копия от 8 июля 2016 на Wayback Machine
- Архивная копия от 19 октября 2008 на Wayback Machine - апплет плюс журнал.
- Архивная копия от 12 июля 2016 на Wayback Machine, содержит в том числе оригинальные статьи Архивная копия от 8 сентября 2016 на Wayback Machine, и внедрение Архивная копия от 8 сентября 2016 на Wayback Machine в тополога в Обервольфах мальчика поверхностью.
- Архивная копия от 16 сентября 2016 на Wayback Machine
- Бумажная модель для поверхности Боя — выкройка и инструкции
- Модель на основе java, которая может быть свободно повернута Архивная копия от 14 августа 2016 на Wayback Machine
- Поверхность поля линии окраски Архивная копия от 3 марта 2016 на Wayback Machine
- поверхность Боя Архивная копия от 16 мая 2016 на Wayback Machine визуализации видео из математического Института сербской Академии наук и искусств
- Архивная копия от 18 апреля 2016 на Wayback Machine как сделать поверхность Боя, используя ножницы, кусок бумаги, и скотча. План бумаги в видео.